# Tabernaemontana bovina
Tabernaemontana bovina är en oleanderväxtart som beskrevs av João de Loureiro. Tabernaemontana bovina ingår i släktet Tabernaemontana och familjen oleanderväxter. Inga underarter finns listade i Catalogue of Life.